# Ветий Юст
Ветий Юст (на латински: Vettius Iustus) е политик на Римската империя през 4 век и прадядо на император Валентиниан II.
Юст произлиза от фамилията Ветии вероятно от Нерация и се жени за жена от фамилията Нерации. Неговият син става през 350 г. управител на Пиценум.
Юст е дядо на императрица Юстина, която през 370 г. става втората съпруга на император Валентиниан I и майка на Валентиниан II и на Гала, която става втората съпруга на Теодосий I.
През 328 г. Юст е консул заедно с Флавий Януарин.